# Musée des Plans-Reliefs

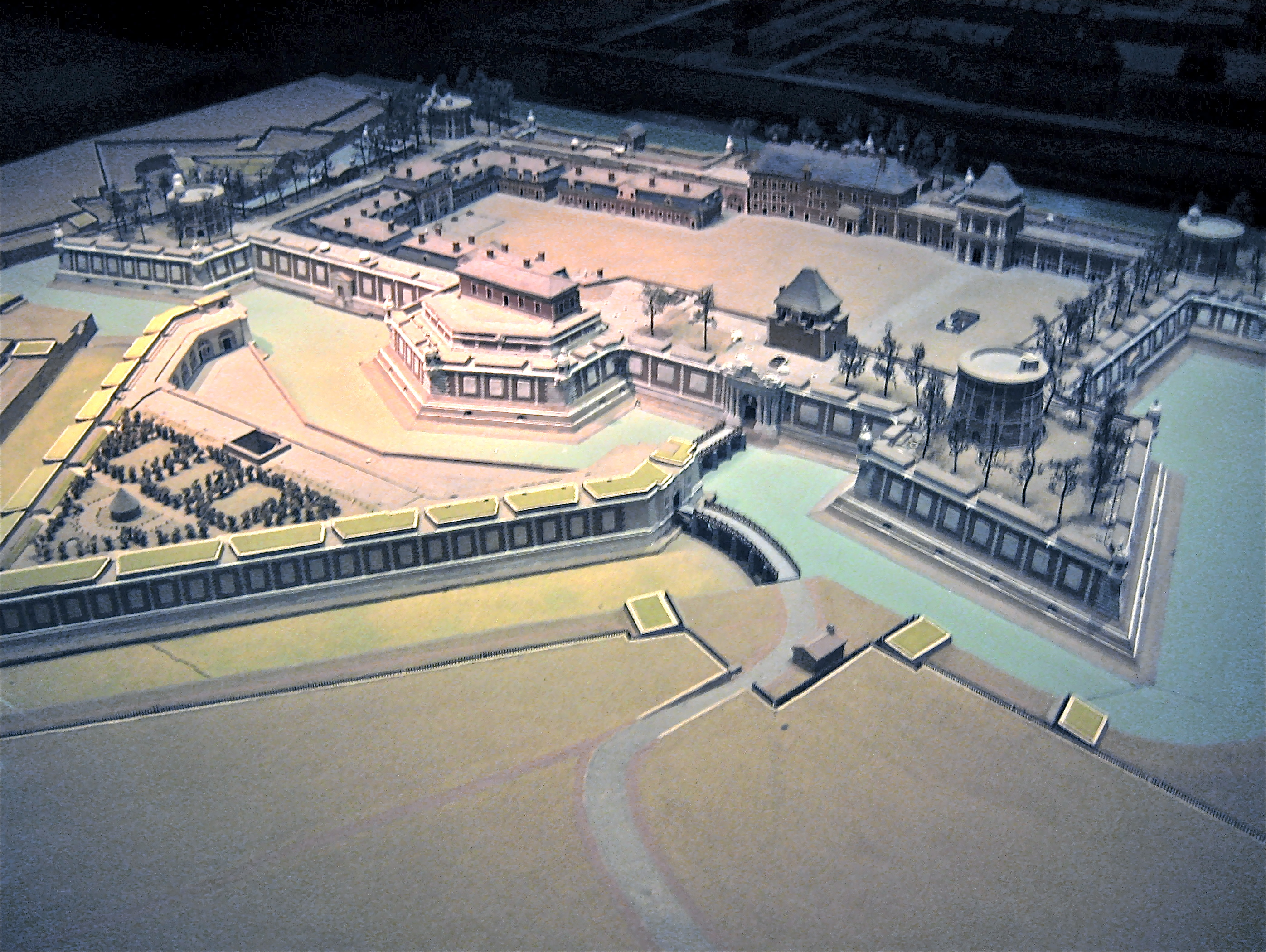
Một hiện vật của bảo tàng

Musée des Plans-Reliefs là một bảo tàng trưng bày các mô hình quân sự, nằm trong Điện Invalides, thuộc Quận 7 thành phố Paris. Các hiện vật của bảo tàng mô phỏng, với tỷ lệ 1/600, các đồn lũy của Pháp trong những thế kỷ 17, 18 và 19. Phần nhiều các mô hình này được sử dụng cho các chiến thuật quân sự trước đây, ngày nay trưng bày rộng rãi cho công chúng. Năm 2007, Musée des Plans-Reliefs đón 95.362 lượt khách thăm.